# أوكابي (برامج)
أوكابي جملة من المكونات والتطبيقات مفتوحة المصدر تمكن من تحويل الوثائق إلى صيغ قابلة للترجمة ثم إرجاعها إلى أصلها بعد ذلك وغير ذلك من الخاصيات.